# Psyche casta
Psyche casta (Pallas, 1767) è un lepidottero notturno appartenente alla famiglia Psychidae. 
L'apertura alare dei maschi varia da 12 a 15 millimetri. Hanno ali lucide pelose, di colore marrone-metallico. Le femmine, simili a larve, hanno zampe, ma non hanno ali, e sono giallastre o marrone chiaro, ad eccezione di alcune placche posteriori marrone scuro.
Le piante che ospitano questa specie sono le Poaceae, la betulla, il salice, il pioppo e le piante del genere Vaccinium. I bruchi formano un guscio protettivo utilizzando l'erba. Il tempo di volo va da maggio a luglio.
Originaria del Vecchio Mondo, è stata introdotta in Nord America.